# 135° westerlengte
135° westerlengte is een lengtegraad, onderdeel van geografische positieaanduiding in bolcoördinaten. De lijn loopt vanaf de Noordpool naar de Noordelijke IJszee, Noord-Amerika, de Grote Oceaan, de Zuidelijke Oceaan en Antarctica naar de Zuidpool.
De meridiaan 135° westerlengte vormt een grootcirkel met de meridiaan 45° oosterlengte. De meridiaanlijn begint bij de Noordpool en eindigt bij de Zuidpool. De meridiaan 135° westerlengte gaat door de volgende landen, gebieden of zeeën. 
| Land, gebied of zee                             | Nauwkeurigere gegevens                                                            |
| ----------------------------------------------- | --------------------------------------------------------------------------------- |
| Noordelijke IJszee                              |                                                                                   |
| Beaufortzee                                     |                                                                                   |
| Canada                                          | Northwest Territories (Richards Island en het vasteland), Yukon, British Columbia |
| Verenigde Staten                                | Alaska - Alaska Panhandle                                                         |
| Lynn Canal                                      |                                                                                   |
| Verenigde Staten                                | Alaska - Lincoln Island                                                           |
| Lynn Canal (net westelijk van Admiralty Island) |                                                                                   |
| Verenigde Staten                                | Alaska - Chichagof Island en Baranof Island                                       |
| Grote Oceaan                                    |                                                                                   |
| Frans-Polynesië                                 | Mangareva                                                                         |
| Grote Oceaan                                    |                                                                                   |
| Zuidelijke Oceaan                               |                                                                                   |
| Antarctica                                      | Niet-toegeëigend gebied in Antarctica                                             |